# Fojtó balun
A fojtó balun egy olyan szimmetrizáló transzformátor, amely nem végez impedanciaáttételt. Egyszerűsége ellenére széles sávon is hatékonyan működik. Leginkább adó-vevő berendezésekhez használják antennaillesztőként.
Rádióamatőr gyakorlatban a köpenyáram fojtó elnevezést használják.
A külföldi szakirodalomban choke balun vagy ugly balun néven fordul elő.

## Felépítése, működése
A fojtó balun légmagos csévetestre vagy vasmagra feltekert koaxkábel.
A feltekerés hatására a kábelköpeny tekercsként viselkedik, induktív reaktanciája megnő. A belső kábelérnél - mivel árnyékolt - nem lép fel induktív reaktancia, de mivel szoros csatolásban van a külső érrel, így a külső éren fellépő induktív veszteség a belső éren csatolódik ki, 180°-os fáziskéséssel. Ezáltal jön létre az a jelenség, hogy a fojtó balun az aszimmetrikus áramokat erősen csillapítja, a szimmetrikus áramok esetén viszont jelentéktelen a csillapítása.
A fojtó balun hullámellenállása megegyezik a feltekert kábel hullámellenállásával. Tehát ha 50 Ω hullámellenállású koaxiális kábelhez akarunk 50 Ω talpponti ellenállású szimmetrikus antennát illeszteni, akkor a balunt 50 Ω hullámellenállású koaxiális kábelből kell elkészíteni.
{\displaystyle Z_{1}=Z_{2}=Z_{0}}
A feltekert kábelhossz mérete nem kritikus, mivel szélessávú illesztőként működik. Az optimum {\displaystyle l_{b}=k{\frac {\lambda }{4}}}, de hatékonyan működik {\displaystyle k0.1\lambda <l_{b}<k0.375\lambda } mérettartományban. 
Vasmagos tekercsnél a kábelhossz a következőképp alakul:
{\displaystyle l_{b}={\frac {k\lambda }{4\mu _{0}}}}
A kábel hosszára vonatkozó használható mérettartomány pedig:
{\displaystyle {\frac {k\lambda }{10\mu _{0}}}<l_{b}<{\frac {3k\lambda }{8\mu _{0}}}}